# Segimon Basachs
Segimon Basachs va ser un organista català. Es va formar a Manresa com a cantaire del cor quan era nen entre els anys 1766-1773 i se sap que va morir el 5 de gener de 1812.
Més tard, va exercir com a organista de Sant Llorenç de Morunys (Lleida), però, com que a la font que ens ho indica només apareix el seu cognom, Basachs, es dubtava si havia estat Segimon Basachs o el seu germà, Llorenç Basachs, també músic (cantaire de nen i més tard instrumentista). No obstant això, s'especula que ho va ser Segimon Basachs perquè a la Catedral de Girona es conserva un quadern manuscrit amb música d'orgue, obra que era de propietat seva, ja que apareixia la seva signatura a la primera pàgina. És per això que, aquest indici, va poder ajudar a aclarir el duble sobre la identitat de l'organista de Sant Llorenç de Morunys. Així doncs, la grafia Basachs apareix en moltes obres i, per tant, sovint genera dificultat per saber a quin dels dos germans es fa esment.